# 放射層孔蟲
放射層孔蟲（學名：Actinostroma），又名星狀層孔蟲，是一屬已滅絕的層孔蟲，生存於寒武紀至早石炭紀，多生長在礁石上，是一種很重要的造礁生物，尤其在志留紀和泥盆紀時期。放射層孔蟲是層孔蟲中典型的一類，有人認為牠們是現代硬海綿的祖先。當將其化石切成薄片研究時，會顯現出薄的同心生長輪和放射狀柱形。

## 外部連結
- Actinostroma in the Paleobiology Database